# روبرت كونلي
روبرت كونلي (بالإنجليزية: Robert Connelly)‏ هو رياضياتي أمريكي، ولد في 15 يوليو 1942 في بنسيلفانيا في الولايات المتحدة.